# Петър Георгиев (революционер)
 Тази статия е за рилския деец на ВМОРО и ВМОК.  За други хора със същото име вижте Петър Георгиев.  
Петър Георгиев е български офицер и революционер, деец на Върховния македоно-одрински комитет и Вътрешната македоно-одринска революционна организация.

## Биография
Петър Георгиев е роден в дупнишкото село Рила, тогава в Османската империя. Заедно с Филип Григоров, Михаил Апостолов и Васил Чочев влиза в първата Малешевска чета на ВМОРО през 1897 година. Действа като легален активист на ВМОРО и ВМОК в пограничния пункт в Рила. Към 1902 година е председател на македоно-одринското дружество в Рила, но в края на годината е бламиран заради близостта му с дейци на ВМОРО.
- Христо Панайотов от Дупница, Петър Георгиев от Рила и Борис Върбанов от Търново
- Андон Кьосето (втори седнал), Илия Кърчовалията, Андрей Докурчев, Петър Георгиев от Рила, Марко Христов (най-вдясно) и други, 1906 – 1907 г.
- Четата на Стамат Недялков, снимана край Дупница. Войводата е седнал, трети от ляво надясно, на първия ред. На коляното му се е подпрял легалният деец Петър Георгиев от село Рила (отпред)[3]
- Четата на Павел Давков: отпред са войводата (прав), който се ръкува с кореспондента на „Таймс“ Христо Стаматов, седналите от ляво надясно са Петър Георгиев от Рила и Бойчо Атанасов, отляво на войводата е Юрданка Пукавичарова от Самоков, а до нея Петър Стойков